# Kärralundsskolan
Kärralundsskolan är en kommunal grundskola som ligger vid Birkagatan i kvarteret 36 Grentickan i stadsdelen Torp i Göteborg. Skolan är ritad av Ragnar Ossian Swensson och Mandus Mandelius och byggdes 1949-50, till en kostnad av cirka 2 miljoner kronor. Den hade ursprungligen 25 klassrum och 18 "andra lokaliteter", avsett för drygt 1 000 elever. Skolan invigdes den 28 april 1951, och togs i bruk till höstterminen samma år. Kärralundsskolan ingår i kommunens program för skydd enligt: Värdefulla miljöer 1985 och Bevaringsprogram 1987.
Ett starkt utskjutande sadeltak med tegel, täcker huvudbyggnaden i 2-3 våningar. En samlingssal finns  i den östra delen, med ett tak klätt i koppar. Fasaden är här avrundad, vilket ger byggnaden en speciell karaktär. Fönster är tätt placerade på gavelfasaden mot nordost. Fasaderna är av rött tegel. En granitomfattning markerar huvudentrén mot nordost, samt en i tegel utförd relief.
Skolan byggdes om åren 2007-08. År 2021 hade skolan cirka 415 elever.